# Plačkov (Holešov)
Plačkov (německy Placzkow) je bývalé předměstí v Holešově v okrese Kroměříž. Pod názvem Holešov Plačkov se do roku 1938 také jednalo o samostatné katastrální území o rozloze asi 5,9 km².

## Historie
Ves Plačkov byla založena pravděpodobně v pozdním středověku jižně od města Holešova a svým severním koncem zhruba kolmo navazovala na jeho starší jihozápadní předměstí podél hlavní cesty na Kroměříž, později zvané Kroměřížská ulice (dnešní Palackého). Samotná vesnice byla tvořena širokou, dvakrát mírně esovitě zahnutou ulicovkou, která dodnes nese, coby holešovská ulice, název Plačkov.
V urbáři z roku 1629 se Plačkov uvádí mezi holešovskými předměstími (Ulicze [která] slowe Plačzkow) a tvořilo jej 32 stavení (2 svobodné dvory, 3 selské grunty a 27 chalup).
Katastrální území Plačkova zabíralo celé jižní okolí Holešova sahající až k obcím Martinice a Zahnašovice. Zastavěnou oblast katastru kromě vlastního Plačkova tvořila také zmíněná Kroměřížská ulice na západě a na východě Žopská ulice (dnešní Masarykova), která vznikla rozšířením a prodloužením předměstí před Žopskou bránou ve druhé polovině 17. století. Hlavní dominantou nové ulice, téměř rovnoběžné s Plačkovem, se stal barokní panský pivovar. Trojúhelný prostor mezi jižním okrajem Holešova, Plačkovem a Žopskou ulicí byl využit založením barokního městského hřbitova (nyní Smetanovy sady), který rovněž náležel ke katastru Plačkova.
V říjnu 1621, zatímco vzbouření Valaši dobývali holešovský zámek, jejich uherští spojenci vyrabovali a zapálili všechny chalupy a stodoly na Plačkově a část Žopské ulice.
V 50. a 60. letech 19. století byl Plačkov společně s Novosady teritoriálně odloučenou součástí obce Franckovice.
V roce 1882 byla přes plačkovský katastr postavena železniční trať z Hulína do Bystřice pod Hostýnem, včetně holešovského nádraží. V 19. století se Plačkov stal centrem kulturního života česky smýšlející měšťanské společnosti. Podle dobového tisku se v hostincích na Plačkově konala řada divadelních a hudebních vystoupení se světovým i českým vlasteneckým repertoárem (například s písní „Kde domov můj“). V roce 1906 byla na spojnici Plačkova a Kroměřížské ulice postavena nová sokolovna, slavnostně otevřená v září téhož roku za účasti starosty Sokola Josefa Scheinera. V průběhu 19. a 20. století byl katastr Plačkova postupně zastavován do podoby městských čtvrtí; podél železnice vznikaly průmyslové areály, ulice řadových domů i vilové čtvrti, a vznikl zde také nový městský hřbitov.
Samostatné katastrální území Plačkov bylo zrušeno v roce 1938 a jeho plocha byla přičleněna ke katastru Holešova.

## Pamětihodnosti
- socha Panny Marie Immaculaty
- socha svatého Floriána (přemístěna sem odjinud ve 20. stol.)
- socha svatého Jana Nepomuckého (Zlínská ulice)
- panský pivovar (Masarykova ulice)
- kaple svatého Kříže (starý městský hřbitov; Smetanovy sady)
- kaple svatého Martina (starý městský hřbitov; Smetanovy sady)
- Tomaštíkův náhrobek (původně na starém, nyní na novém hřbitově, Grohova ulice)

## Osobnosti
- Josef Drásal – „Hanácký obr“, který na Plačkově žil od roku 1860 až do své smrti v roce 1886

## Galerie

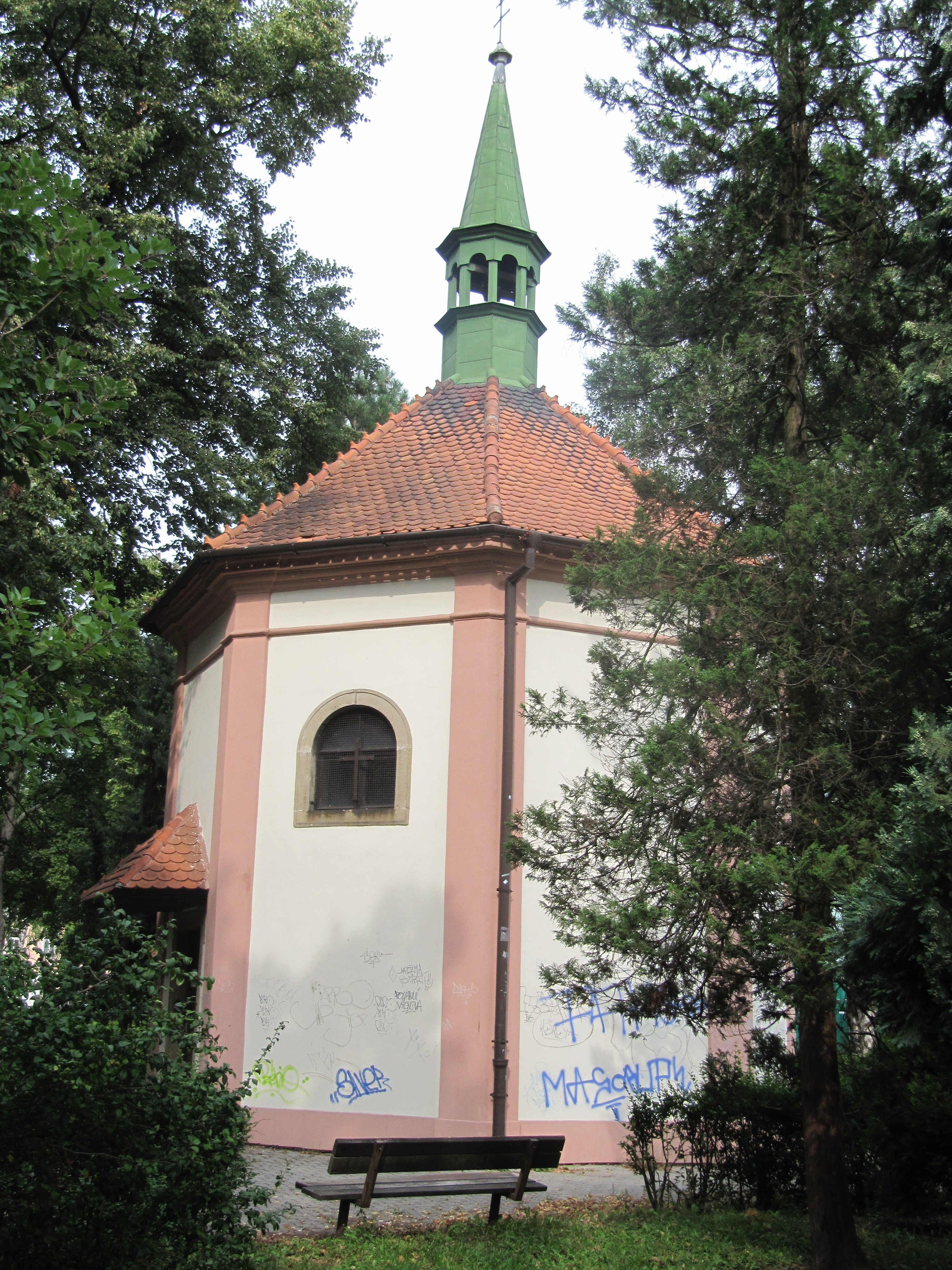
Kaple svatého Kříže
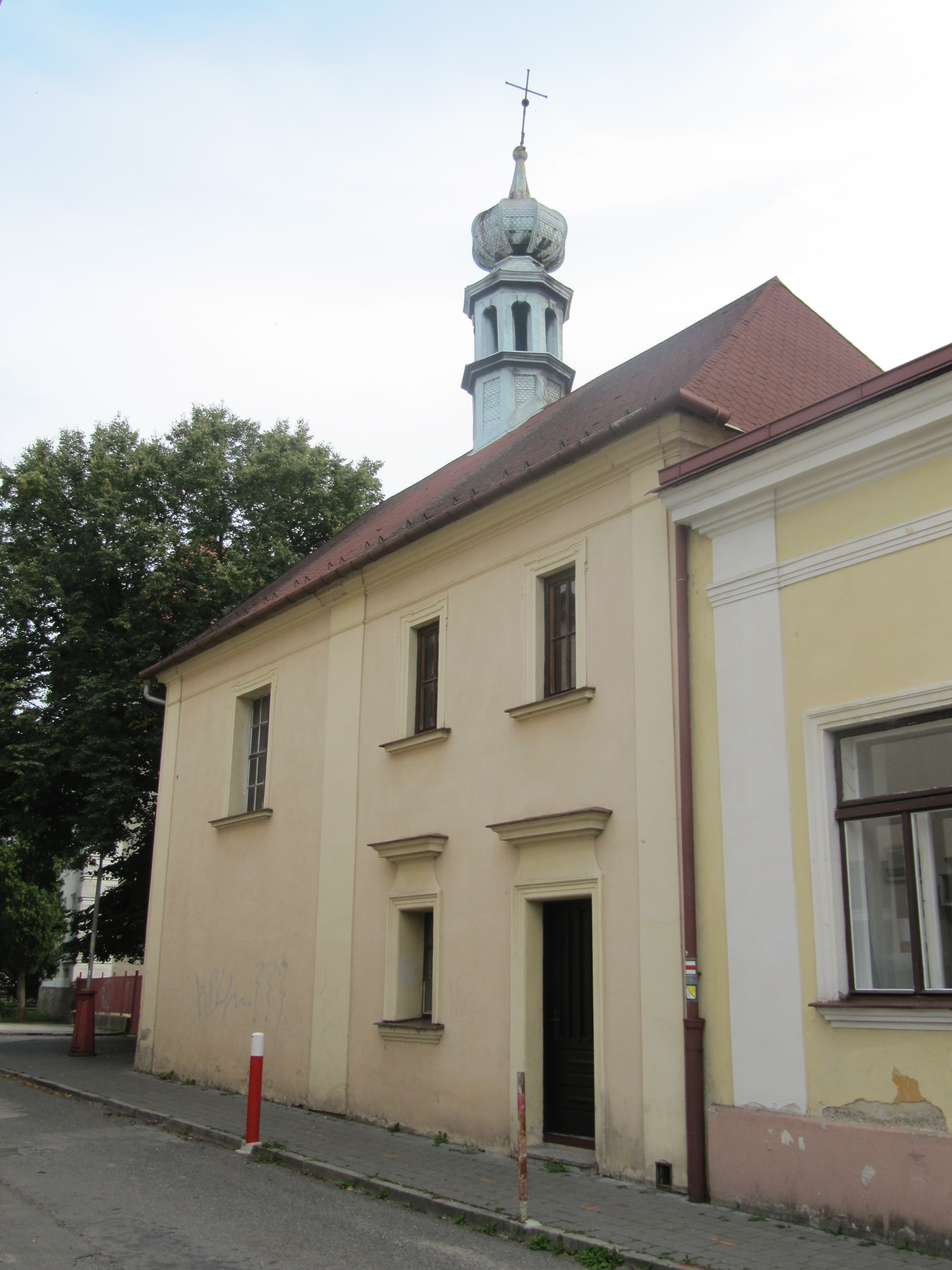
Kaple svatého Martina
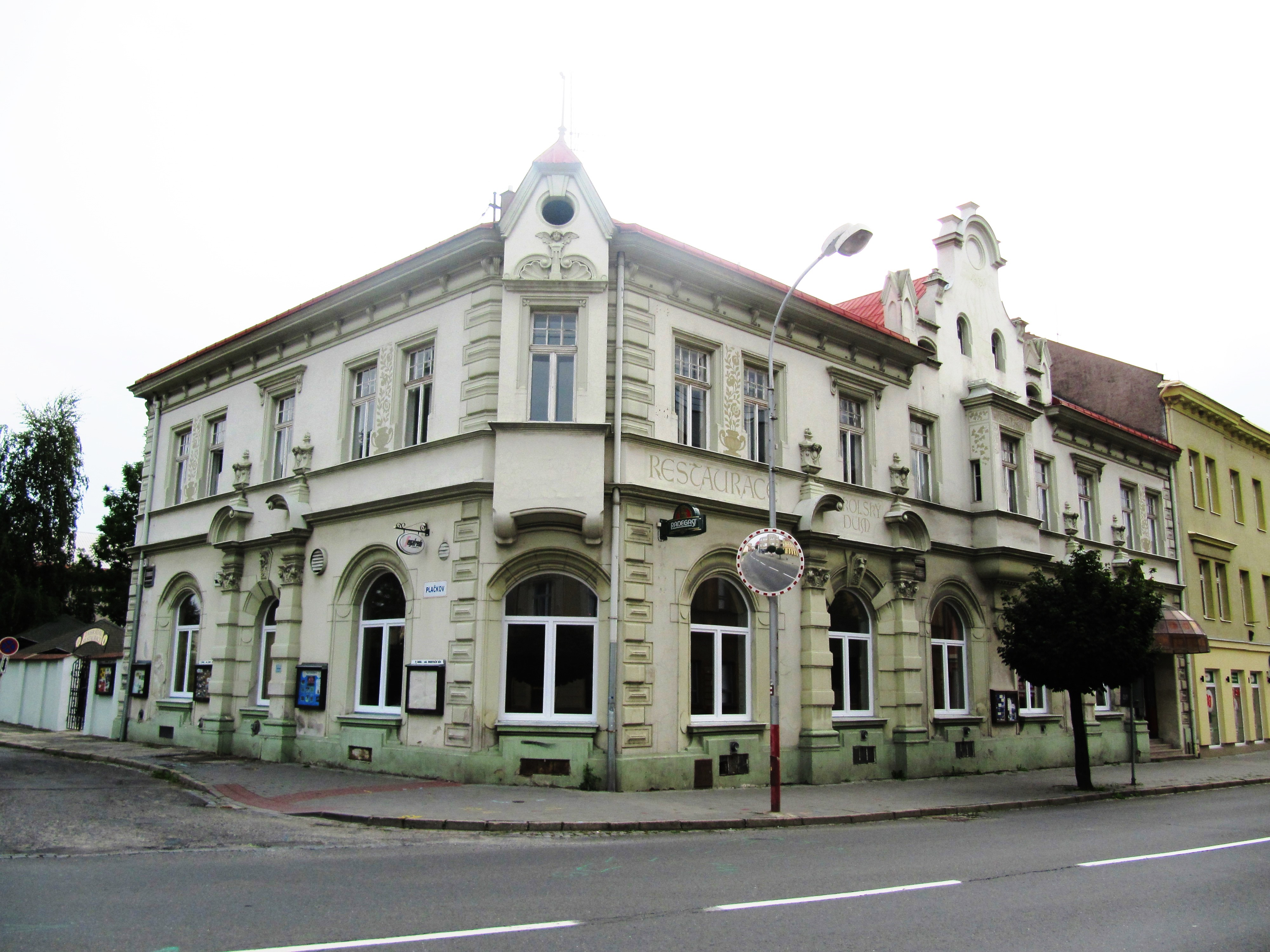
Sokolský dům
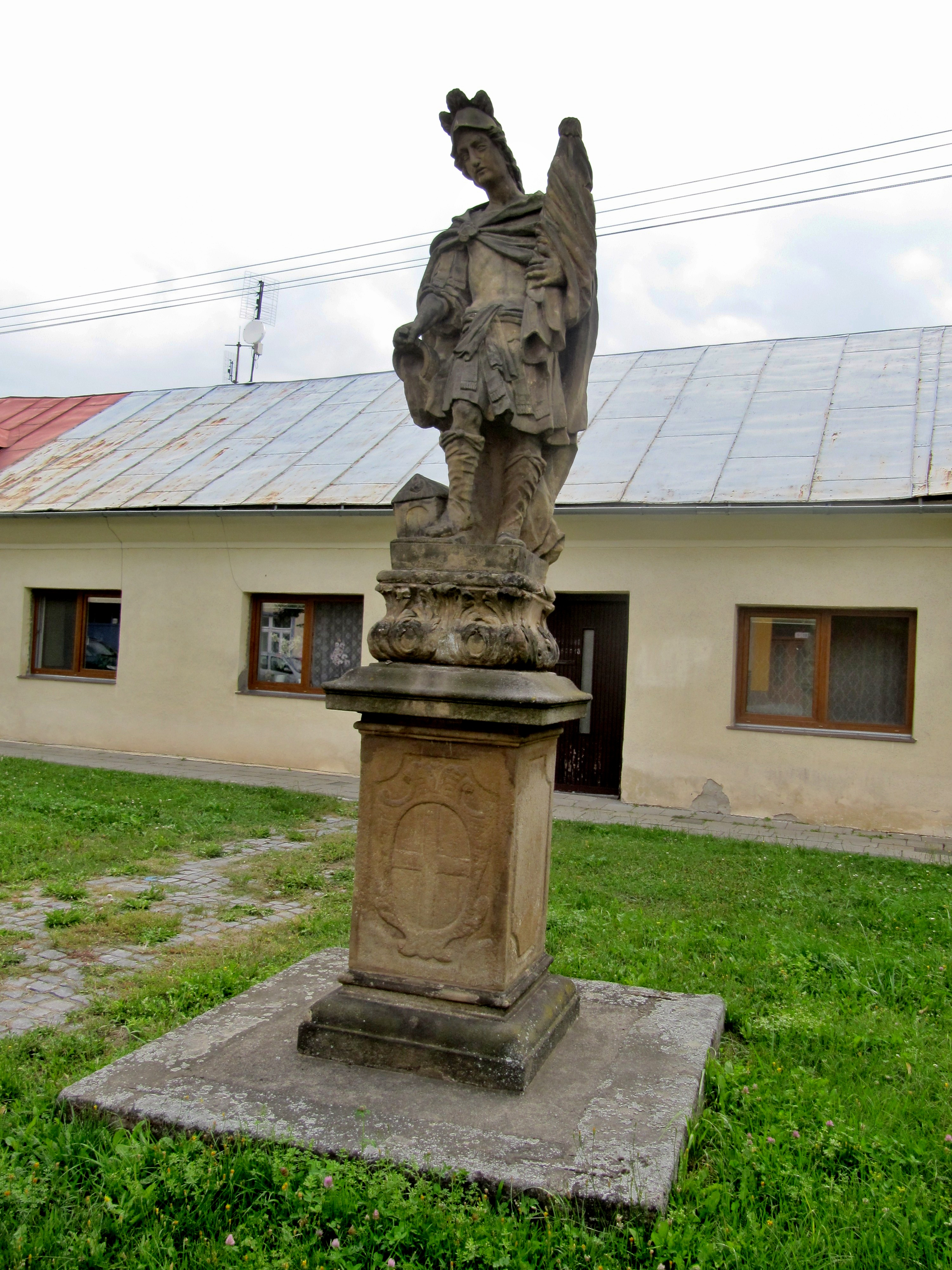
Socha svatého Floriána na Plačkově
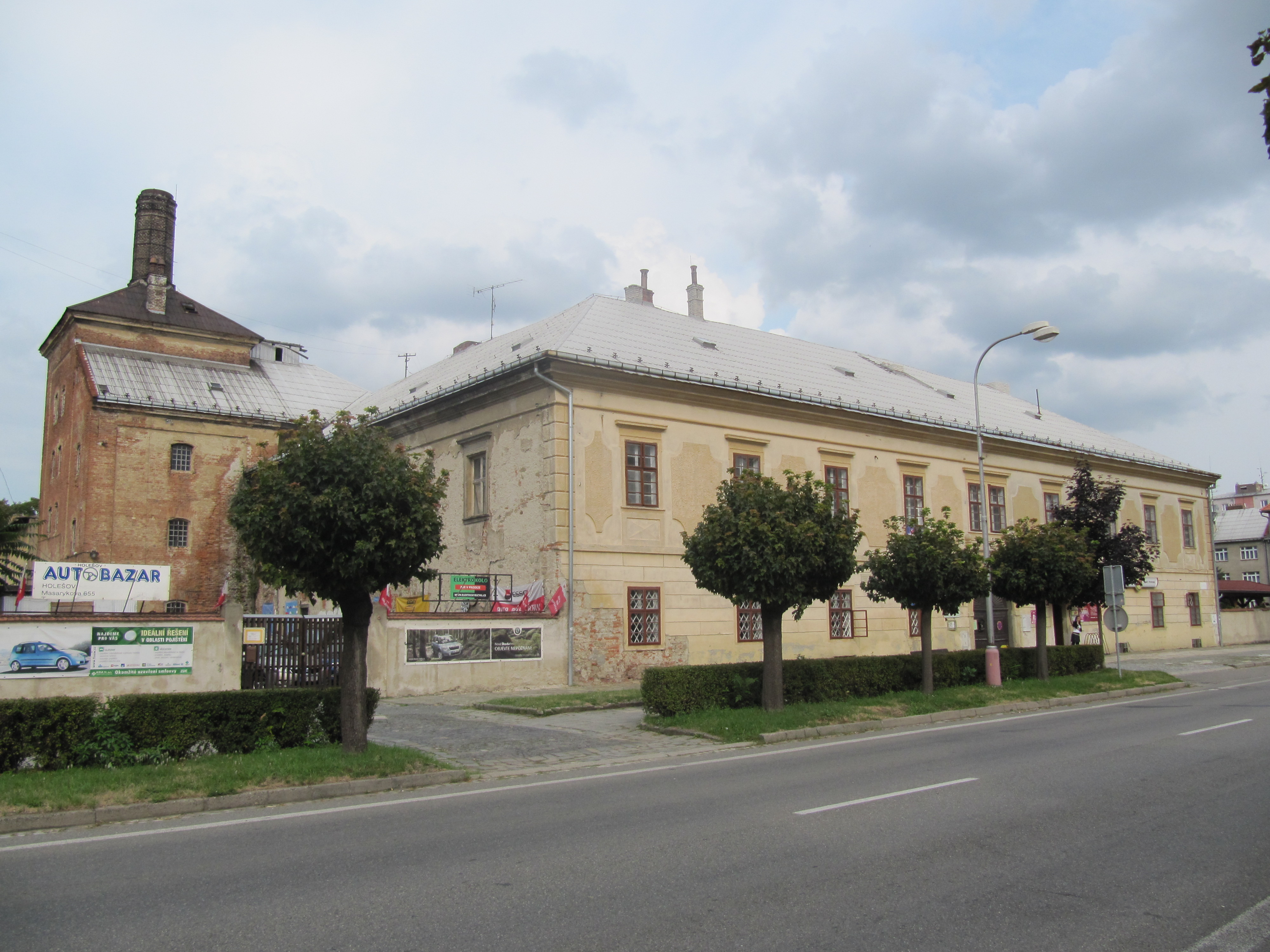
Pivovar v Masarykově ulici